# Schloss Willmendingen

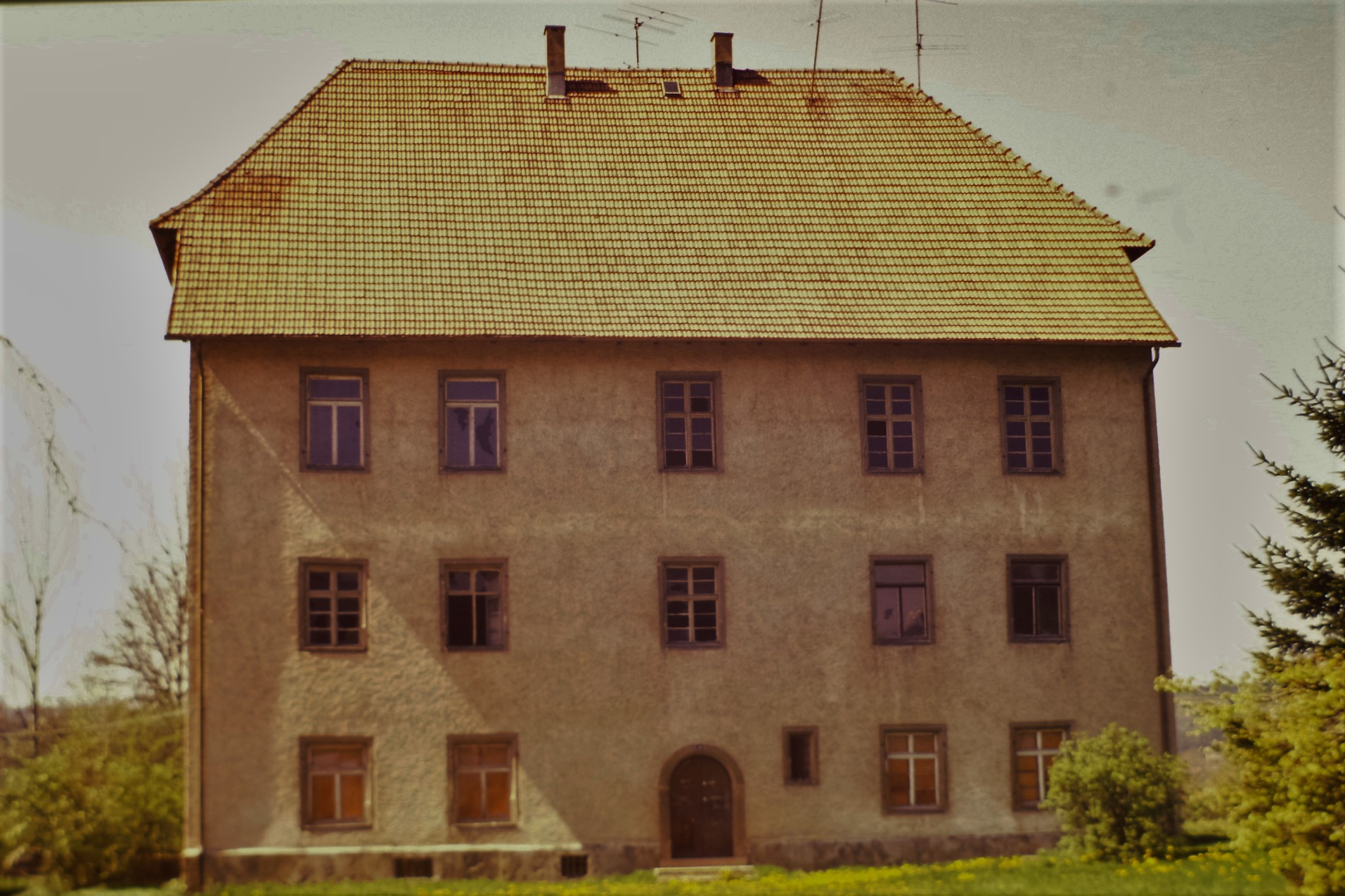
Schloss Willmendingen, 1983

Das Schloss Willmendingen ist ein Schloss im Dorf Willmendingen bei Schwerzen, einem Ortsteil der Gemeinde Wutöschingen im Landkreis Waldshut in Baden-Württemberg.

## Geschichte
Der große rechteckige Bau im Stil der Spätrenaissance wurde 1609 durch Johann Jakob von Beck, Landvogt der Landgrafschaft Klettgau, Kaiserlicher Notar und Landschreiber von Vaduz, der 1607 für seine zahlreichen Verdienste das Dorf Willmendingen zum Mannlehen erhielt, erbaut.
Der Waldvogt Franz Leopold Beck von und zu Willmendingen versuchte 1698 das gesamte Gut Willmendingen an das Kloster St. Blasien zu verkaufen, was aber nicht gelang. 1801 oder 1803 verkaufte Franz Xaver von Beck das Schloss an Fürst Josef II. zu Schwarzenberg, die Fürsten zu Schwarzenberg in Tiengen wiederum 1812 an das Großherzogtum Baden.
1920 kaufte es die Gemeinde Schwerzen für Unterkünfte. Zeitweilig diente es als Schule. 1989/90 verkaufte es die Gemeinde Wutöschingen an Privat. Es wurden Eigentumswohnungen eingerichtet, im Gewölbekeller eine Gaststätte (Pub).

## Anlage
Ursprünglich befand sich an dieser Stelle ein Meierhof (Statthalterei) des Klosters Rheinau der Ehrenspergerhof. Zum Schloss gehörten einst umfangreicher Landbesitz, eine Ziegelhütte, die Willmendinger Mühle und der abgegangene Schweikhof, von dem noch die Brunnenstube an der Landstraße nach Grießen besteht.
Um 1880 war Jakob Roth Schlosshofbauer. Er war ein sehr frommer Mann und gehörte den Mennoniten an. Damals standen 56 Stück Vieh und sechs oder sieben Pferde in den Stallungen, Pferde wurden auch gezüchtet. Stets hatte er Bedürftige gern versorgt und auch sonst viele Leute beschäftigt, aber fluchen durfte niemand, sonst hieß es: Du passisch nit zue üs, du chasch go! Später ist er mit seinen Söhnen nach Amerika ausgewandert; Soldaten zu werden, war nicht ihre Sache. Jedes Jahr fanden sich die Wiedertäufer zu einer Gmai, also einer Gemeindeversammlung, im Schlosshof zusammen.
Das Schloss hatte eine kleine Schlosskapelle und einen rückwärtigen Treppenturm mit Sandsteinschnegge. Es verfügt über einen großen Gewölbekeller, dieser diente zur Lagerung des einst hier angebauten Weins (heute Gaststätte). Das Gewände des Eingangsportal mit dem Wappen derer von Beck wurde ausgebaut. Auf einem Foto von 1950 sei es noch am Schloss zu sehen. Nach anderer Beschreibung wurde es bereits 1903 ausgebaut. Es befindet sich heute in der Kunstakademie Karlsruhe.

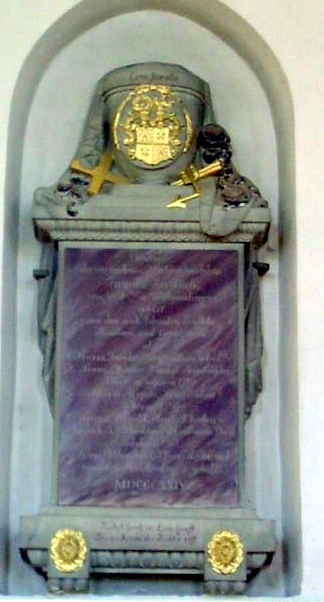
Epitaph derer von Beck zu Willmendingen in der Kirche Schwerzen

Ebenfalls abgebaut und entfernt wurden: Umgebungsmauer, Stallungen, Trotte, Kapelle mit Türmchen und Glocke. Es wurden moderne Wohnungen eingerichtet. Von der ehemaligen Ausstattung wie Kachelöfen, bemalte Kassettendecken etc. hat sich nichts erhalten. Wieder  angebracht wurde die große Dachgaube.
Die Kapelle war ein einfacher gotischer Bau am Toreingang der Umfassungsmauer mit einem Glöckchen von 1688. Dieses wurde offenbar 1952 abgegeben und eingeschmolzen für die neuen Glocken der →Pfarrkirche. Am Altar befand sich ein Antependium mit Alabasterwappen der Freiherrlichen Familie von Beck. Es befindet sich in der im Jahre 2002 erbauten Semberg-Kapelle.

## Wappen

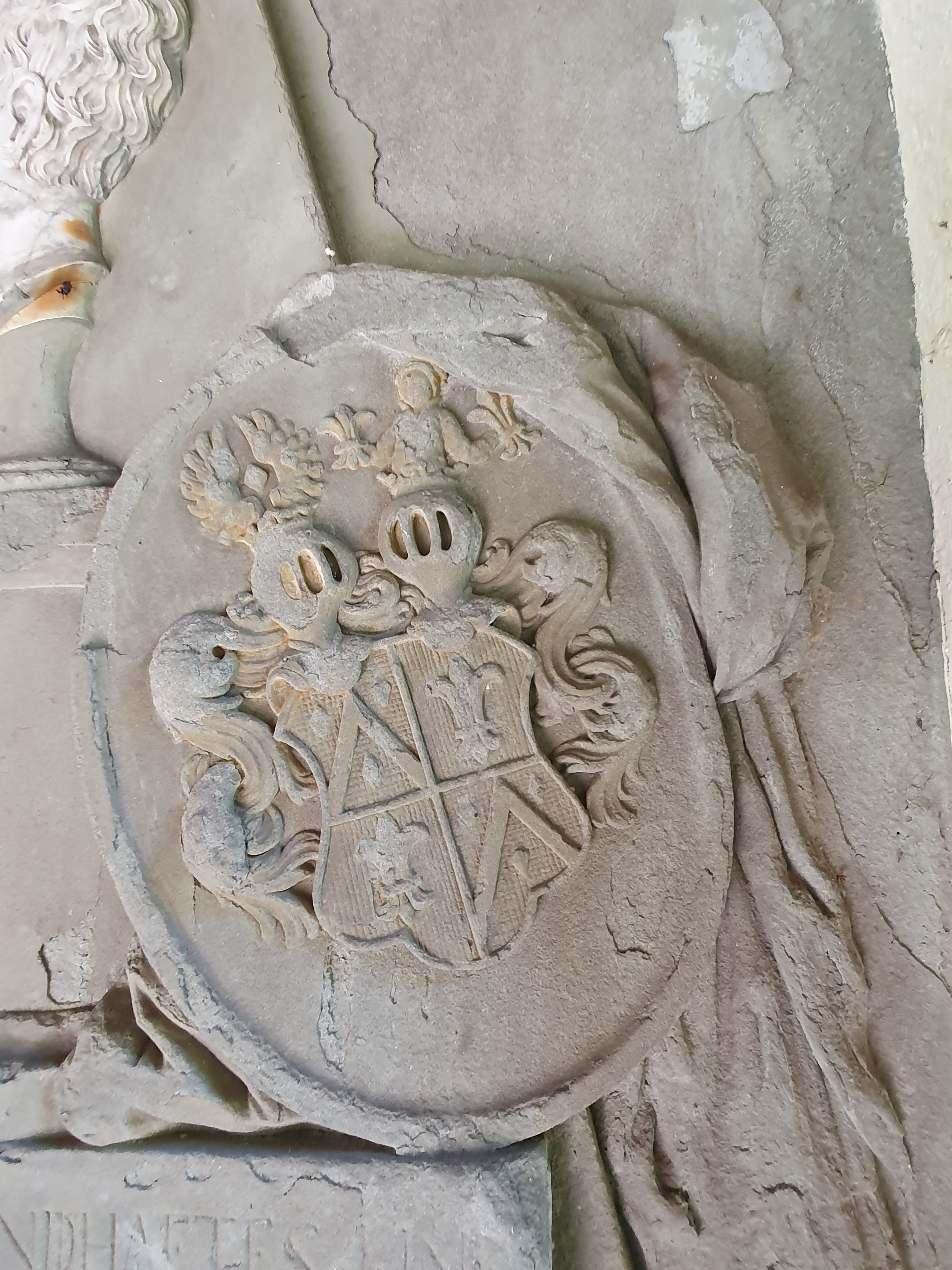
Wappen der Familie von Beck zu Willmendingen auf dem Epitaph an der Gottesackerkapelle in Waldshut

Das Wappen ist viergeteilt und zeigt diagonal je zwei gegenfarbige Lilien (Westermayer) und je zwei Felder mit silbernen Sparren und in den Zwickeln drei Wecken auf schwarzem Feld, das Wappen ist rot und silbern.

## Bekannte Familienmitglieder
- Franz Leopold Ignatius von Beck zu Willmendingen, Chorherr im St. Verena Stift Bad Zurzach